# 第55屆柏林影展
第55屆柏林影展（德語：55. Internationale Filmfestspiele Berlin），於2005年2月10日至2月20日於德國柏林舉辦，開幕片為法國導演雷吉斯·瓦格涅執導的《野人傳奇》，閉幕片則為美國導演比爾·坎登執導的《金賽性學教室》，評審團主席則由德國導演羅蘭·艾默瑞奇擔任。

## 評審團
- 羅蘭·艾默瑞奇：導演。（評審團主席）
- 英格鮑嘉·戴肯耐（英语：Ingeborga Dapkūnaitė）：演員。
- 白靈：演員。
- 法蘭卡·波坦特：演員。
- 博偉達：製片。
- 尼諾·切如提（英语：Nino Cerruti）：設計師。
- 安德烈·柯寇夫（英语：Andrey Kurkov）：作家。

## 官方單元

### 正式競賽
| 片名               | 原文片名                           | 導演              | 出品國                                 |
| ------------------ | ---------------------------------- | ----------------- | -------------------------------------- |
| 《泣血四月》       | Sometimes in April                 | 勞爾·派克         | 法國、 美国、 卢旺达                   |
| 《性控訴》         | Anklaget                           | 雅各·塞森         | 丹麦                                   |
| 《愛慾癡狂》       | Asylum                             | 大衛·麥肯齊       | 英国、 爱尔兰                          |
| 《我心遺忘的節奏》 | De battre mon cœur s'est arrêté    | 賈克·歐迪亞       | 法國                                   |
| 《柏林遊魂》       | Gespenster                         | 克里斯汀·佩佐     | 德国                                   |
| 《大公司小老闆》   | In Good Company                    | 保羅·韋茲         | 美国                                   |
| 《卡雅利沙的卡門》 | U-Carmen eKhayelitsha              | 馬克·東弗德-梅伊  | 南非                                   |
| 《隱劍鬼爪》       | 隠し剣 鬼の爪                      | 山田洋次          | 日本                                   |
| 《海海人生》       | The Life Aquatic with Steve Zissou | 魏斯·安德森       | 美国                                   |
| 《野人傳奇》       | Man to Man                         | 雷吉斯·瓦格涅     | 法國、 南非、 美国                     |
| 《藍色的字》       | Les Mots bleus                     | 阿藍·柯諾         | 法國                                   |
| 《歐洲的一天》     | One Day in Europe                  | 漢尼·斯托爾       | 德国、 西班牙                          |
| 《天堂不遠》       | الجنّة الآن‎                         | 哈尼·阿布-阿塞德  | 巴勒斯坦、 法國、 德国、 荷蘭、 以色列 |
| 《孔雀》           | 《孔雀》                           | 顧長衛            | 中国                                   |
| 《最後的密特朗》   | Le Promeneur du Champ-de-Mars      | 侯貝·葛地基揚     | 法國                                   |
| 《麥肯尼加省》     | Provincia meccanica                | 史蒂芬諾·莫迪尼   | 義大利                                 |
| 《太陽》           | Сóлнце                             | 亞歷山大·蘇古諾夫 | 俄羅斯、 法國、 義大利、 瑞士          |
| 《帝國大審判》     | Sophie Scholl – Die letzten Tage   | 馬克·侯特蒙       | 德国、 西班牙                          |
| 《非關命運》       | Sorstalanság                       | 路易斯·寇坦       | 匈牙利、 德国、 英国                   |
| 《歲月無情》       | Les Temps qui changent             | 安德烈·泰希內     | 法國                                   |
| 《吮指少年》       | Thumbsucker                        | 麥克·米爾斯       | 美国                                   |
| 《天邊一朵雲》     | 《天邊一朵雲》                     | 蔡明亮            | 臺灣、 法國                            |

## 得獎名單
- 金熊獎：《卡雅利沙的卡門（英语：U-Carmen eKhayelitsha）》 - 馬克·東弗德-梅伊（英语：Mark Dornford-May）
- 評審團大獎銀熊獎：《孔雀》 - 顧長衛
- 最佳導演銀熊獎：馬克·侯特蒙（德语：Marc Rothemund） - 《帝國大審判》
- 最佳女演員銀熊獎：尤莉亞·嫣琪 - 《帝國大審判》
- 最佳男演員銀熊獎：盧·泰勒·普奇 - 《吮指少年（英语：Thumbsucker (film)）》
- 傑出藝術貢獻銀熊獎：蔡明亮（劇本） - 《天邊一朵雲》
- 亞佛雷德鮑爾獎：《天邊一朵雲》 - 蔡明亮
- 最佳音樂銀熊獎：亞歷山大·戴斯培 - 《我心遺忘的節奏（法语：De battre mon cœur s'est arrêté）》

### 費比西獎
- 正式競賽單元：《天邊一朵雲》 - 蔡明亮
- 電影大觀：《Massaker》 - Monika Borgmann、Lokman Slim、Hermann Theissen、尼娜·門克斯（英语：Nina Menkes）
- 論壇單元：《牛皮》 - 劉伽茵